# Puente de Barcelos
El Puente de Barcelos es un puente de origen medieval que cruza el río Cávado, en el municipio de Barcelos, Portugal. Su construcción se inició en 1325 por orden de Pedro Afonso de Portugal, conde de Barcelos, y fue reconstruido en los siglos XVII y XIX. Presenta cinco arcos desiguales, con tajamares en los pilares.
El puente fue clasificado como Monumento Nacional en 1910. Éste espera la construcción de un paso alternativo para poder cerrarlo al tránsito de vehículos, ante los intereses de la Direção-Geral do Património Cultural.